# Adam Skalar
Adam Skalar, slovenski rimskokatoliški duhovnik nabožni pisatelj in prevajalec, * (?), † po 28. oktobru 1658, Kranj

## Življenjepis
Za Adama Skalarja je iz starih zapisov (virov) razvidno, da je bil do 1647 kaplan v Šmartinu pri Kranju, nato pa vsaj do 28. okt. 1658  kaplan in nato župnik v Kranju.

## Delo
Skalar je prevajal in pisal nabožna besedila, ki so ostala v rokopisu. Njegovo obsežno rokopisno gradivo, ki je obsegalo okoli 435 listov je verjetno na Dunaju kupil J. Kopitar. Ta rokopis je od 1845 shranjen v Licejski knjižnici NUK v Ljubljani.
Skalar je napisal tri dela:
- prevod nemškega spisa J. Wolfa Šulla tiga premišluuana (premišljevanje o Jezusovim in Marijinem življenju ob petnajstih skrivnostih rožnega venca)
- spis sv. Bonaventure (preveden iz nemščine)
- in izvirni spis Vselaj inu nikoli, to ie večnost